# Wilhelm von Hoff
Wilhelm von Hoff der Ältere (* 1644 in Kassel; † 17. Dezember 1689 ebenda) war ein hessischer Adliger und Verwaltungsbeamter. Er war landgräflich hessen-kasselscher Oberhofmarschall, Hofmeister, Geheimer Rat und Hofrichter sowie Erbherr zu Rommershausen und Waltersbrück.

## Familie
Sein Vater war Jakob von Hoff (1616–16. August 1670), landgräflich hessen-kasselischer Geheimer Rat, Hofmarschall, Oberst, ab 1653 Kommandant der Festung Ziegenhain und Oberamtmann der ehemaligen Grafschaft Ziegenhain. Seine Mutter war dessen Ehefrau Guda (Gunda) Magdalena Clauer zu Wohra, Tochter des Carl Clauer zu Wohra, Obervorsteher der Hohen Hospitäler und adeligen Stifte in Hessen und Assessor am hessischen Samthofgericht in Marburg.
Er selbst heiratete am 20. Juni 1671 in Kassel die 1650 geborene Johanna Dorothea von Schwertzell von und zu Willingshausen, die 1696 verstarb. Der Ehe entstammten die Kinder Wilhelm, Carl, Johann Ludwig, Charlotte Maria, Elisabeth Magdalena, Susanna Magdalena, Katharina Wilhelmina und Dorothea Henriette. Carl war der letzte derer von Hoff in der männlichen Linie; er starb im Jahre 1745. Die Tochter Susanna Magdalena (1676–1752) heiratete 1700 den Grafen Albrecht Konrad Finck von Finckenstein (1660–1735). Dorothea Henriette heiratete den kurbrandenburgischen Staatsmann Johann Moritz von Blaspiel (um 1660–1723). Katharina Wilhelmina heiratete Carl von Hattenbach († 1739), der zum Generalleutnant und Gouverneur von Kassel und zuletzt von Ziegenhain aufstieg.

## Leben
Wilhelm von Hoff begann 1661 sein Studium an der Universität Marburg. Er schloss 1664 ein kurzes Studium an der Akademie Sedan an und begab sich danach von Ende 1664 bis 1666 auf eine Kavalierstour durch Frankreich, mit längerem Aufenthalt in Paris. Seine Rückreise ging über England und die Niederlande. Nach Kassel zurückgekehrt wurde er zunächst Hof-Chevalier, dann Kammerjunker des jungen Landgrafen Wilhelm VII. (1651–1670). Dieser bestimmte ihn zum zukünftigen Hofmeister seiner Verlobten, Amalia von Kurland, die nach Wilhelms VII. frühem Tod dessen Bruder Karl heiratete.
Von 1676 bis zu seinem Tod war Wilhelm von Hoff Regierungsrat, ab 1685 Geheimer Rat in Kassel. 1682 wurde er Oberhofmarschall. 1685 wurde er auch zum Richter am hessischen Samthofgericht in Marburg ernannt; diese Stellung hatte er bis zu seinem Tod inne.
1676/77 war er als Gesandter der Landgrafenwitwe und Regentin Hedwig Sophie in Wien, um dort eine Einigung mit dem Bruder der Regentin, Friedrich Wilhelm, dem Großen Kurfürsten, hinsichtlich einer Kasseler Beteiligung an den Kosten für die Winterquartiere der kurfürstlichen Truppen zu erzielen.
Er starb im Dezember 1689 und soll noch im selben Monat in Rommershausen beigesetzt worden sein; allerdings wird in seiner Leichenpredigt Kassel als Beisetzungsort genannt.